# ۵۰ عاملی که اقتصاد مدرن را ساختند
۵۰ عاملی که اقتصاد مدرن را ساختند یک پادکست و برنامهٔ رادیویی از سرویس جهانی بی‌بی‌سی است. اقتصاددان و روزنامه‌نگار تیم هارفورد میزبان این پادکست است. اولین مجموعهٔ این برنامه بین ۵ نوامبر ۲۰۱۶ و ۲۸ اکتبر ۲۰۱۷ پخش شد. پخش مجموعهٔ دوم نیز از ۳۰ مارس ۲۰۱۹ آغاز شد.
هارفورد در مصاحبه‌ای با بی‌بی‌سی در سال ۲۰۱۷ توضیح داد که انگیزه‌اش از ساخت این برنامه «ترسیم تصویری از تغییر اقتصادی با روایت داستان‌هایی از ایده‌ها، افراد و ابزارهایی بود که پیامدهای گسترده‌ای داشتند» بوده است. او مجذوب بسیاری از پیامدهای غیرمنتظره، مانند «تأثیر یخچال بر سیاست جهانی یا گرامافون بر نابرابری درآمد» شده بود.